# 穆罕默德·瓦坦賈爾
穆罕默德·阿斯拉姆·瓦坦賈爾（普什圖語：‎；1946年—2000年11月24日），阿富汗前將軍與政治家，曾在1978年推翻總統穆罕默德·達烏德汗的四月革命中起重要作用。他後來受蘇聯支持成為阿富汗民主共和國的领导人之一。

## 早期生活
瓦坦賈爾生於帕克蒂亚省祖穆拉一個普什圖族吉爾查伊部落家庭。1967年他畢業於喀布爾的軍事學院畢業後，前往蘇聯接受培訓為坦克軍官。

## 四月革命
瓦坦賈爾在在1978年阿富汗人民民主黨的政變中扮演的角色非常重要。在哈菲佐拉·阿明的指導下，他發起了Pul-e-Charkhi附近第4和第15摩托化部隊對政府的坦克部隊遊行。
在政變期間瓦坦賈爾是當地的陸軍指揮官，他的部隊獲得了喀布爾的控制權。空軍中隊長阿卜杜·卡迪爾上校也對總統府發動了重大襲擊，當達烏德汗被殺。當總統和他的家人的屍體被埋在一個坑里時，瓦坦賈爾在場。
他之後還負責在喀布爾電台以普什圖語發布消息，宣布成立了武裝部隊革命委員會，並以阿卜杜勒·卡迪爾上校為首。委員會在4月27日晚發表的最初原則聲明是對伊斯蘭民主和不結盟理想的肯定，並任命塔拉基為總理，無限期戒嚴，宣布成立阿富汗民主共和國。

## 在人民派政府
在政變後，瓦坦賈爾被任命為副總理兼交通部長。後來他先後擔任內政部長和國防部長，直到他與其他人一起進行陰謀企圖推翻阿明。赫拉特起義也在阿富汗政權內部啟動了新一輪權力鬥爭。為了緩解軍方領導層表現不佳的問題，塔拉基最終授予瓦坦賈爾為國防部長職位。但在1979年7月，阿明接管了防務，理由是他是塔拉基同情者。
當阿明肅清了軍中的塔拉基的支持者後，他們一起在蘇聯大使館避難。

## 在旗幟派政府
蘇聯入侵阿富汗後，他晉升為中央委員會和革命委員會成員，並被任命為交通部長。1981年6月，他加入政治局。後來他先後擔任內政部長，國防部長和內政部長。
他曾擔任阿富汗官方代表團前往哈薩克的拜科努爾。
1990年3月6日，當時國防部長沙納瓦茲·塔奈企圖在喀布爾調动坦克部队发动政變被他阻止，被總統納吉布拉授予四星級勳章，並成為國防部長。當納吉布拉總統下台後他也離開阿富汗。
在2000年11月24日因癌症死於烏克蘭城市敖德薩，享年56歲。